# Паиту
Марти́нью Ма́ртинш Мука́на (порт. Martinho Martins Mukana), более известный как Паи́ту (порт. Paíto; 5 июля 1982, Мапуту) — мозамбикский футболист, защитник. Выступал в сборной Мозамбика.

## Биография

### Клубная карьера
Родился в Мапуту, затем жил в юношеские годы в Лиссабоне, где выступал в молодёжном составе «Спортинга». В основном составе команды дебютировал в 2003 году, первое время играл мало, в сезоне 2004/05 стал выходить на поле регулярно. Дважды подряд становился третьим призёром чемпионата Португалии в составе «Спортинга». После того, как в январе 2006 года в «Спортинг» на правах аренды перешёл Марко Канейра и сразу вытеснил Паиту из состава, Паиту был отдан в аренду на полгода (до конца сезона 2005/06) в клуб «Витория» (Гимарайнш), являвшийся аутсайдером того сезона и вылетевший по его итогам из высшего дивизиона; в «Витории» во время пребывания в ней Паиту был игроком основного состава. Летом 2006 года перешёл в испанскую «Мальорку», но почти сразу, так и не выйдя в составе балеарцев в официальном матче, был отдан ими в аренду на сезон 2006/07 в «Брагу». В том сезоне он почти не играл (4 выхода на поле в чемпионате), а его клуб занял 4-е место в лиге. Летом 2007 года Паиту перешёл в клуб «Сьон», являющийся середняком Швейцарской Суперлиги. Наибольшего успеха в составе «Сьона» он добился в сезоне 2008/09, став победителем Кубка Швейцарии. Летом 2010 года подписал контракт с клубом «Ксамакс».

### Карьера в сборной
Участник Кубка африканских наций 2010 года в составе сборной Мозамбика.

## Достижения
- Бронзовый призёр чемпионата Португалии (2): 2003/04, 2004/05
- Обладатель Кубка Швейцарии (2): 2008/09